# 각복전쟁
각복전쟁(角福戦争 가쿠후쿠센소[*])은 다나카 가쿠에이와 후쿠다 다케오에 의해 일본 정치사에서 장기간에 걸쳐 이루어졌던 권력 다툼을 말한다.
소학교를 졸업하고 자수성가한 과거를 어필하는 다나카 가쿠에이와 도쿄제국대학을 졸업하고 대장성에서 근무한 엘리트 출신의 후쿠다 다케오 간의 대립이었기에 계급투쟁의 특징도 가졌다.
두 사람은 서로 정반대의 성향을 보이기도 했는데 다나카는 일본열도개조론을 주창하며 적극재정에 의한 고도경제성장 노선에 입각했으며 외교적으로는 중화인민공화국과의 국교 회복에 적극적이었던 반면, 후쿠다는 균형재정을 중시하며 안정경제성장을 외쳤고 외교적으로는 타이완과의 외교적 균형을 중시했다.
1970년경부터 시작하여 다케시타 노보루가 일본의 내각총리대신으로 취임하는 1987년까지 이어졌다.

## 제1차 각복전쟁
이케다 하야토로부터 선양받은 사토 에이사쿠도 6년 간 3선을 한 뒤인 1970년 재선에 출마하지 않기로 했다. 후임 총재로는 형 기시 노부스케의 파벌을 이었던 후쿠다에게 물려줄 생각이었지만 사토가 이끌던 파벌에서 여러 요직을 거치며 힘을 키웠던 다나카도 총재 자리를 노리고 있었다. 그런데 창가학회를 모체로 하여 창당된 공명당이 자당에 비판적인 서적의 출판·유통을 방해하는 사건이 일어났고 이를 당시 자민당 간사장이었던 다나카가 도와주는 것이 발각되면서 다나카는 난처한 입장에 처하게 되었다.
이런 상황에서 사토가 물러난다면 총재 자리는 후쿠다에게 돌아갈 것이라고 생각한 다나카는 가와시마 쇼지로와 손을 잡고 오키나와의 본토 반환은 사토 내각에서 이루어져야 한다고 설득해 사토로 하여금 4선에 도전하도록 했다. 이후 사토가 4선에 성공하자 다나카는 사토파를 끌어들이는 공작을 진행해 사토파의 2/3를 포섭하는데 성공했다. 이는 사토조차도 사전에 눈치채지 못하고 사후에도 손 쓸 도리가 없을 정도로 신속하게 진행된 것이었다.
이후 1972년 자민당 총재 선거가 진행되었다. 1차 투표에서 다나카가 후쿠다를 6표 차이로 앞섰지만 결선 투표에서는 100표 가까이 따돌리면서 다나카가 총재 자리를 거머쥐었다. 이는 나카소네 야스히로가 출마를 하지 않고 다나카 지지를 표명했기 때문이었는데 이때 약 7억 엔의 자금을 지원받았다는 얘기가 있다.

## 휴전기
다나카 가쿠에이 내각이 출범했지만 제10회 일본 참의원 의원 통상선거에서 다나카의 노골적인 금권정치가 비판받았다. 이후 미국의 항공기 제조 회사인 록히드 사로부터 정관계 주요 인사가 뇌물을 받은 록히드 사건이 터지면서 다나카가 총재 자리를 내놓게 되었다.
후임으로 미키 다케오가 합의에 의해 취임했지만 미키는 '일본 정치의 명예를 걸고 진상을 확실히 할 필요가 있다'고 표명하며 사건 수사를 지지했다. 미키는 개인적으로 자신의 측근이 출마한 선거구에 다나카가 무리하게 신인을 공천하려고 하자 이에 앙심을 품었던 것인데 이러한 미키의 방침에 대해 다나카는 물론, 후쿠다·오히라 마사요시·시나 에쓰사부로 등도 다나카에 동조하면서 이들이 반미키 전선을 형성했다. 이들은 미키를 총재 자리에서 끌어내리는 이른바 미키 끌어내리기를 두 차례에 걸쳐 시도했고 제34회 일본 중의원 의원 총선거의 패배를 명분으로 결국 미키는 물러나게 된다.

## 제2차 각복전쟁
미키 끌어내리기가 진행되던 중에 후쿠다는 오히라와 접촉하여 후쿠다가 총재 선거에서 이기도록 오히라가 협력하되 오히라를 자민당 간사장으로 임명하고 2년 뒤에 정권을 넘기나는 밀약을 맺었다. 이 밀약에 따라 후쿠다가 총재에 취임했지만 2년이 지나서 후쿠다는 재선에 대한 의지를 불태우며 오히라와 대립하기 시작했다. 오히라는 친대만파였던 후쿠다가 태도를 바꿔 중일 국교 정상화를 이루고 친중파로 돌아서자 원래 친중파였던 자신의 입지가 줄어들 것을 우려했다고 한다.
다나카는 당초 자신이 총재에서 물러날 때 오히라를 추천하고 싶었지만 그 뜻을 이루지 못했다. 또한 후쿠다가 총재 자리를 계속 차지하고 있으면 록히드 사건으로 발이 묶인 자신을 옥죄일 거라 생각하여 1978년 자민당 총재 선거에서 오히라를 지지했다. 다나카는 측근인 다케시타 노보루로 하여금 당원 명부를 빼돌리게 하고 고토다 마사하루로 하여금 비서들을 총동원시켜 호별방문 및 전화 등의 공세를 펼쳤다. 처음에는 현직이었던 후쿠다의 재선이 점쳐졌지만 예비선거에서 오히라가 승리하자 후쿠다는 본선거를 포기하고 오히라 내각이 출범하게 된다.

## 제3차 각복전쟁
제35회 일본 중의원 의원 총선거에서 자민당의 의석이 1석 줄어드는 패배를 경험하자 후쿠다파·나카소네파·미키파 등은 오히라의 퇴진을 요구하는 목소리가 나왔다. 3년 전 총선에서 자민당이 패배했을 때에도 총재였던 미키가 물러난 적이 있었기 때문이었는데 오히라는 다나카파의 지원을 바탕으로 퇴진을 거절했다. 이후 당내 분쟁은 점차 격화되었고 급기야 새로 개원한 국회에서 자민당 후보로 오히라와 후쿠다가 동시에 나서는 등 대립이 절정에 달하게 되었다. 결국 오히라가 총리 재선에 성공하지만 무려 이 과정에서 40일이나 소요되는 우여곡절을 겪었다(40일 항쟁).
40일 항쟁은 가까스로 매듭지어졌지만 당시 참의원에서는 오히라가 아닌 후쿠다가 승리하면서 자민당 내부의 분열을 심화시켰다. 이런 상황에서 라스베가스 카지노 사건, KDD 사건, 철도건설공단 부정 경리 사건 등 자민당 체제 하에서 여러 스캔들이 터지자 일본사회당의 주도 하에 내각불신임안이 제출된다. 야당이었던 공명당과 민사당도 여기에 동조했는데 후쿠다파와 미키파 등이 표결에 불참하면서 찬성 243표·반대 187표로 27년 만에 불신임안이 가결되는 일이 일어났다. 이에 오히라는 중의원 해산으로 맞섰는데(해프닝 해산) 선거를 앞두고 자민당은 주류파와 반주류파로 갈라져서 따로 선거를 대비하는 상황에 처했다. 하지만 오히라가 급사하면서 자민당이 동정표를 얻어 대승을 거두게 된다.
오히라의 죽음을 계기로 자민당이 하나로 뭉쳐 선거에서 이겼기 때문에 반주류파가 총재 자리를 둘러싸고 정쟁을 일으킬 힘을 상실하자 이후 오히라파의 간부였던 스즈키 젠코가 합의 추대라는 형식으로 후임 총재가 되었다.

## 제4차 각복전쟁
후쿠다파 등 비주류의 저항이 약해진 와중에 다나카파의 지원을 받아 스즈키가 신임 총재가 됨으로써 다나카파의 지배가 두드러졌다. 특히 다나카의 지배 체제가 확립되면서 킹메이커로써 정계에 커다란 영향력을 행사하게 되었다.
스즈키는 행정부 수반으로써 미숙한 모습을 보였지만 안정적인 과반 의석을 바탕으로 무난하게 정국을 이끌어갔다. 하지만 스즈키의 실수로 미일 관계가 다소 소원해지자 스즈키는 총재 선거에 출마하지 않겠다고 표명하여 재선을 스스로 포기했다. 이후 실시된 총재 선거에서 나카소네가 압도적인 과반수 득표율을 올리면서 신임 총재로 취임했다. 하지만 스즈키는 자의로 물러난 것이 아니라 다나카의 강요로 물러났으며 나카소네는 이 사실을 1주일 전부터 알았다고 한다.
다나카의 지지를 바탕으로 총재가 된 나카소네는 다나카파와 나카소네파로 내각을 구성했다. 이는 당시 세간에서 '다나카소네 내각'이라 불리면서 편당인사라는 비판을 받았고 당내에서도 반발이 심했다. 이에 스즈키의 주도 하에 후쿠다파·미키파에 야당까지도 합세하여 다나카파의 니카이도 스스무를 총재로 세우는 계획이 추진된다. 하지만 자신의 파벌에서 자신 외의 총재 후보자가 나오는 것을 인정하지 않는 다나카와 니카이도가 총재로 옹립되는 것을 반대한 다케시타·가네마루 신, 그리고 스즈키·후쿠다파에서도 신중론이 대세를 점하면서 이 구상은 무위로 그쳤다.
니카이도 옹립 구상은 후쿠다·미키·스즈키 등 전직 수상에 의해 이루어졌는데 이것이 실패하면서 자민당 원로들의 발언력이 줄어들게 되었다. 한편, 강한 결속력을 과시하던 다나카파에서 최고 충신이었던 니카이도가 다나카에게 사실상 반기를 들었단 점에서 분열의 단초를 제공했다. 그리고 이는 니카이도 옹립 구상 이후 1년 뒤에 다케시타와 가네마루가 손을 잡고 다나카파 내부에서 창정회를 결성하고 다시 2년 뒤에는 경세회를 결성해 독립을 꾀하게 되었다. 한편, 다케시타의 배신에 충격을 받아 쓰러진 다나카는 이후 정치적 영향력을 사실상 상실하게 되었다.

## 그 후
다나카와 후쿠다가 1990년대에 나란히 사망하면서 각복전쟁은 막을 내렸다. 둘의 파벌을 물려받은 다케시타와 아베 신타로는 협력 관계를 유지하면서 다나카-다케시타 파벌의 영향력은 건재했다.
하지만 2001년 고이즈미 준이치로가 총재로 당선되면서 '경세회의 지원을 받지 않고 취임한 첫 총리'라고 자평하고 이에 반발하는 노나카 히로무 등을 저항 세력으로 규정짓자 당시 이를 '유한시합'(遺恨試合)이라고 언론 보도가 나가기도 했다.
2007년에는 후쿠다 다케오의 장남인 후쿠다 야스오가 총리가 되고 제1야당의 당수로는 다나카의 애제자였던 오자와 이치로가 취임하면서 둘의 구도가 각복전쟁의 재래라는 보도도 나왔다.
2012년 아베 신타로의 아들인 아베 신조가 이끄는 자민당이 3년 간의 야당 생활을 청산하고 다시 정권을 잡았는데 이때 오자와가 이끄는 일본미래당은 대패하였으며 다나카 가쿠에이의 딸인 다나카 마키코가 낙선을 하면서 당시 언론은 각복전쟁이 끝을 맺었다고 했다.